# Paul Lucas
Paul Lucas (* 31. August 1664 in Rouen; † 12. Mai 1737 in Madrid) war ein französischer Kaufmann, Forschungsreisender und Altertumskundler im Dienst Ludwigs XIV. Er unternahm drei ausgedehnte Reisen nach Ägypten und in den vorderen Orient.

## Leben
Wie sein Zeitgenosse, der Orientreisende Jean Chardin, war Lucas vielleicht ursprünglich Juwelier. Zumindest gab es in der betreffenden Zeit eine Familie von Goldschmieden dieses Namens in Paris. Angeblich fing er bereits in seiner Jugend an zu reisen, und manche behaupten, dass er seine Laufbahn als Korsar begonnen habe. Jedenfalls nahm er 1688, in venetianischen Diensten, an der Belagerung von Negroponte teil. 1696 kehrte er mit einer großen Sammlung von Medaillen und anderen Antiquitäten nach Frankreich zurück, die er an die königliche Sammlung verkaufte. Hiermit erwarb er die Gunst des Hofes und wurde in der Folge drei Mal ausgesandt, um weitere Fundstücke und Handschriften zu beschaffen. Seine farbenfrohen und pikanten Reiseberichte grenzen oft ans Märchenhafte, was jedoch durch die gelehrten Zitate und die klassische Bildung seiner Herausgeber abgemildert wurde.
Von Juni 1699 bis Juli 1703 bereiste er Ägypten, Zypern, Persien und Syrien. Hierbei erlangte er als erster Europäer genauere Kenntnisse über den Lauf des Nils zwischen Kairo und den Katarakten, und kam nach Theben (allerdings ohne den antiken Ort zu erkennen). Die zweite Reise führte ihn von Oktober 1704 bis September 1708 durch Griechenland, Mazedonien, die Türkei, Syrien und Palästina (wo er eine Beschreibung Jerusalems anfertigte) bis nach Nordafrika (hier sammelte er Material für die Geschichte von Tunis). 1714 wurde Lucas zum königlichen Altertumsforscher ernannt (antiquaire du roi). Zwischen 1714 und 1717 besuchte er ein weiteres Mal Istanbul, Syrien, Palästina und Ägypten.

## Werke
- Voyage du Sieur Paul Lucas au Levant. On y trouvera entr’autre une description de la haute Égypte, suivant le cours du Nil, depuis le Caire jusques aux Cataractes, avec une Carte exacte de ce fleuve, que personne n’avoit donné. Paris, Guillaume Vandive, 1704, 2 Bd.
- Voyage de Sieur Paul Lucas, fait par ordre du Roi dans la Grèce, l’Asie Mineure, la Macédoine et l’Afrique. Nicolas Simart, Paris, 1712, 2 Bd.
- Voyage du Sieur Paul Lucas, fait en 1714 […] dans la Turquie, l’Asie, la Syrie, la Palestine, la Haute et la Bass-Égpte, etc. Rouen, R. Machuel le jeune, 1719, 3 Bd.